# 코타바
코타바(Kotava)는 스타렌 펫시(Staren Fetcey)에 의해 개발된 국제보조어이다. 이 언어는 특히 문화적 중립성에 중점을 두고 만들어졌다. 코타바란 하나와 모두를 위한 언어를 뜻한다. 코타바 커뮤니티는 인류와 우주, 유토피아와 현실을 위한 프로젝트라는 슬로건을 내걸고 있다. 약 40~50명의 유창한 화자들과 커뮤니티를 보유하고 있다.

## 역사
스타렌 펫시에 의해 그녀가 이전에 연구한 국제보조어 계획을 기초로 1975년부터 코타바가 만들어졌다. 1978년경에 일반에 최초로 일반에 공개되었으며, 1988년과 1993년에 두 차례의 언어개정을 거쳤다. 그 이후, 코타바는 안정적을 발전해 왔으며, 현재 17,000개에 달하는 풍부한 기초 어근을 가진 언어가 되었다. 200년에 코타바를 구사하는 일곱명의 멤버들이 코타바의 장래 발전을 이끌고 감독하기 위해 위원회를 설립하였다.
코타바의 전반적인 목적인 잠재적으로 어느 문화권에도 기울지 않는 중립적인 인공어를 만드는 것이다. 이 때문에 여러 가지 세부 규정들이 생겨났다.
- 간단하고 제한적인 음소체계를 사용하여 모든 사람들이 쉽게 배우고 발음할 수 있게 한다.
- 문법은 불규칙적인 요소를 없애고 완전히 규칙적으로 만든다.
- 각각의 형태소를 잘 다듬어 형태론적으로 체계적인 언어구조를 만든다.
- 기존의 어떤 언어에도 유래하지 않는 선천적 어휘를 만들어, 특정 언어 모어화자들에게 유리하게 하지 않는다.

(이점은 창작자에 의해 특히 강조된 사항이다)
- 기초어근들을 잘 취합하여 동음이의어문제가 발생하지 않도록 한다.
- 생산적인 어휘확장과 최대한의 기능적인 표현을 가능하게 하여,미묘하고 세세한 부분까지 표현가능하게 한다.

## 언어적 특징

### 분류
기존의 어떤 자연어나 인공어와도 관련되어 있지 않다. 어순은 자유로우나, 최근에는 OSV어순이 많이 쓰인다.

### 문자
로마자를 사용한다. 문자 Q는 사용하지 않는다. 철자부호는 동사의 일인칭을 나타내기 위해 첫 모음에 찍는 아큐트 부호만을 쓴다.